# Lázaro Cárdenas, Santiago Yosondúa
Lázaro Cárdenas är en ort i Mexiko.   Den ligger i kommunen Santiago Yosondúa och delstaten Oaxaca, i den sydöstra delen av landet, 300 km sydost om huvudstaden Mexico City. Lázaro Cárdenas ligger 2 222 meter över havet och antalet invånare är 170.
Terrängen runt Lázaro Cárdenas är kuperad åt nordväst, men åt sydost är den bergig. Terrängen runt Lázaro Cárdenas sluttar söderut. Runt Lázaro Cárdenas är det ganska glesbefolkat, med 30 invånare per kvadratkilometer. Närmaste större samhälle är Villa Chalcatongo de Hidalgo, 14,5 km norr om Lázaro Cárdenas. I omgivningarna runt Lázaro Cárdenas växer i huvudsak blandskog.